# Gulbröstad kubasångare
Gulbröstad kubasångare (Teretistris fornsi) är en av två fågelarter i den nybildade familjen kubasångare inom ordningen tättingar.

## Utseende och läte
Gulbröstad kubasångare är en 13 cm lång tätting med blågrått på ovansidan, gult från strupen ner till övre delen av buken och grått på nedre delen av buken, mot undergumpen vitt. Näbben är svartgrå, benen blågrå och runt det mörka ögat syns en tunn gul ögonring. Nära släktingen gulhuvad kubasångare har just gult huvud, men även grått bröst. Bland lätena hörs ljusa och sträva "zip" och vassa men också något sträva "tip", båda vanligen avgivna i rätt snabba serier. Sången är en blandning av dessa läten, med inblandade liknande toner.

## Utbredning och systematik
Gulbröstad kubasångare förekommer som namnet avslöjar på Kuba. Den delas vanligen in i två underarter med följande utbredning:
- Teretistris fornsi fornsi – förekommer i fuktiga bergsområden och utmed semiarida kuststräckor på östra Kuba och Camagüeyarkipelagen
- Teretistris fornsi turquinensis – förekommer i Sierra Maestra på östra Kuba i Pico Turquino-regionen

### Familjetillhörighet
Fram tills nyligen placerades arten tillsammans med sin nära släkting Teretistris fernandinae i familjen skogssångare (Parulidae). DNA-studier visar dock att de båda utgör en helt egen utvecklingslinje i en grupp där både skogssångare och trupialer ingår. Troligen är de närmast släkt med den enigmatiska zeledonian. Därför lyfts de allt oftare som här ut i en egen familj, Teretistridae, alternativt i familjen Zeledoniidae tillsammans med zeledonian.

## Status och hot
Arten har ett stort utbredningsområde, men tros minska i antal, dock inte tillräckligt kraftigt för att den ska betraktas som hotad. Internationella naturvårdsunionen IUCN listar arten som livskraftig (LC).

## Namn
Fågelns vetenskapliga artnamn hedrar den kubanske naturforskaren Ramón Manuel Forns (1812-1881) som samlade in typexemplaret. På svenska har fågeln tidigare kallats orienteskogssångare men blev tilldelat nytt namn efter studierna som visade att den inte hör hemma bland skogssångarna.